# Bogdan Maczuga
Bogdan Maczuga (ur. 22 września 1962) – polski, a potem niemiecki bokser, medalista mistrzostw Europy w 1981.
Odpadł w ćwierćfinale kategorii papierowej (do 48 kg) na mistrzostwach świata juniorów w 1979 w Jokohamie.
Zdobył brązowy medal w wadze muszej (do 51 kg)  na mistrzostwach Europy w 1981 w Tampere. Wygrał dwie walki, w tym ćwierćfinałową z Jánosem Váradim z Węgier, a w półfinale pokonał go Petyr Lesow z Bułgarii. Na mistrzostwach świata w 1982 w Monachium przegrał pierwszą walkę. Po tych mistrzostwach pozostał w RFN.
Był mistrzem Polski juniorów w wadze papierowej w 1979. Zdobył srebrny medal w wadze muszej w mistrzostwach Polski seniorów w 1981.
W latach 1981–1982 dwukrotnie wystąpił w reprezentacji Polski, raz wygrywając i raz przegrywając.
Był zawodnikiem klubów Górnik Wesoła i Stal Rzeszów.
Po ucieczce do RFN zdobył tytuł mistrza tego kraju w wadze koguciej (do 54 kg) w 1984, 1985 i 1987.
Zwyciężył (jako reprezentant RFN) w wadze piórkowej (do 57 kg) w 10. Turnieju im. Feliksa Stamma w 1989.